# شرف‌نامه یحیای تیره‌بخت
شرف‌نامهٔ یحیای تیره‌بخت نمایشنامه‌ای از محمد چرمشیر است که در مجلد دیوبندان به‌عنوان سومین نمایشنامه گنجانده شده است.

## شخصیت‌ها
- اسب
- یحیی
- مرد

## اجرا
شرف‌نامه یحیای تیره‌بخت در سال ۱۳۷۴ به‌روی صحنه رفته، و پس از آن بارها در سالن‌های مختلف تئاتر اجرا شده است.